# منتخب المكسيك لدوري الرغبي
منتخب المكسيك لدوري الرغبي هو ممثل المكسيك الرسمي في المنافسات الدولية في دوري الرغبي .